# 柳杨水库
柳杨水库是中国吉林省吉林市磐石市境内的一座水库，位于辉发河支流富太河上，建于1973年。水库正常库容为853万立方米，集雨面积为93平方千米，海拔为337.47米。